# واسر (روستا)
 واسر  نام روستایی است در عزلهٔ (شرحب)، در ناحیهٔ (الشمایتین)، از توابع استان مأرب در کشور یمن در شبه جزیره عربستان است. 
جمعیت آن ۱۳۰ نفر (۶ خانوار) می‌باشد.